# Quercus lobata
Quercus lobata, normalmente llamado roble de los valles, es una especie arbórea perteneciente a la familia de las Fagáceas que crece hasta convertirse en el más grande de los robles de Norteamérica.   Está clasificada en la Sección Quercus, que son los robles blancos de Europa, Asia y América del Norte. Tienen los estilos cortos; las bellotas maduran en 6 meses y tienen un sabor dulce y ligeramente amargo, el interior de la bellota tiene pelo. Las hojas carecen de una mayoría de cerdas en sus lóbulos, que suelen ser redondeados. 

## Descripción
Es muy característica su corteza, gruesa y con crestas, que recuerda a la piel del aligator. Las hojas profundamente lobuladas del roble de los valles ayuda a su rápida identificación.
El robusto tronco del roble de los avlles puede exceder de dos a tres metros de diámetro y su estatura imponente puede superar los 30 metros de altura. Las ramas tienen forma irregular, extendiéndose y arqueándose la apariencia hasta producir una silueta profunda sin hojas en el cielo claro de invierno. Durante el otoño las hojas se vuelven un color entre amarillo y naranja claro pero acaban siendo marrones a mediados a finales de otoño. En la edad avanzada de las ramas de hecho asumen un aspecto caído característico.

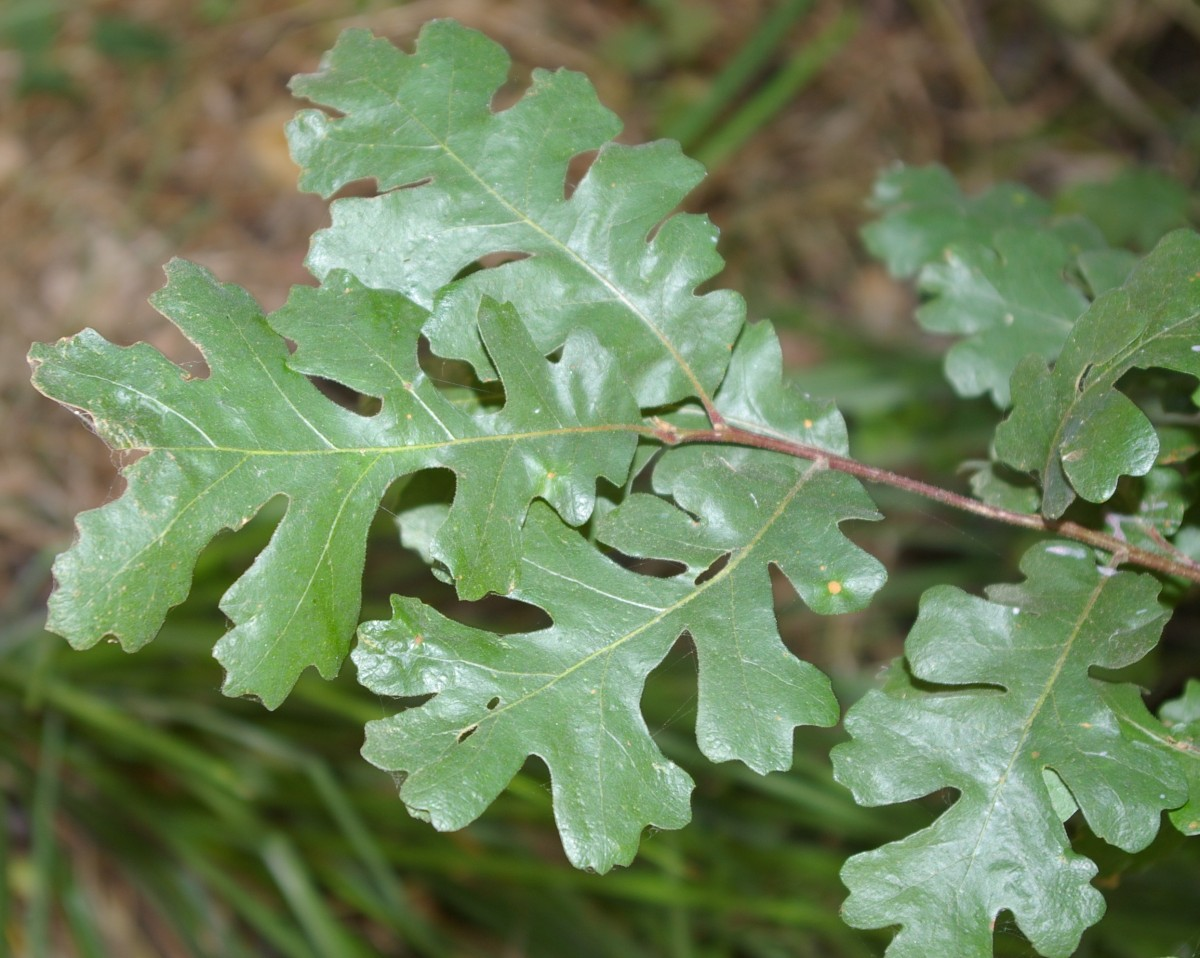
Hojas del roble de los valles en el Parque estatal Caswell Memorial en el Valle de San Joaquín, California.

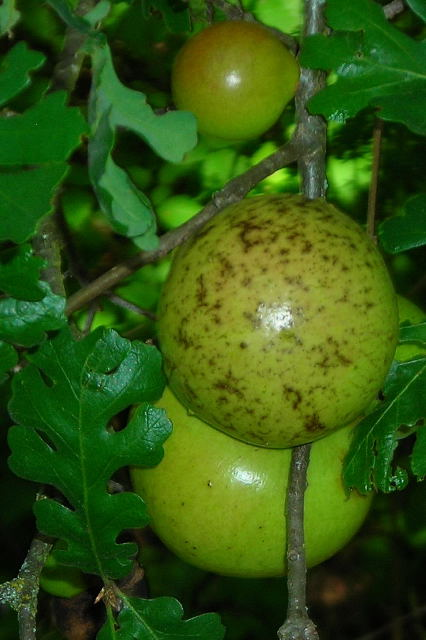
Agallas

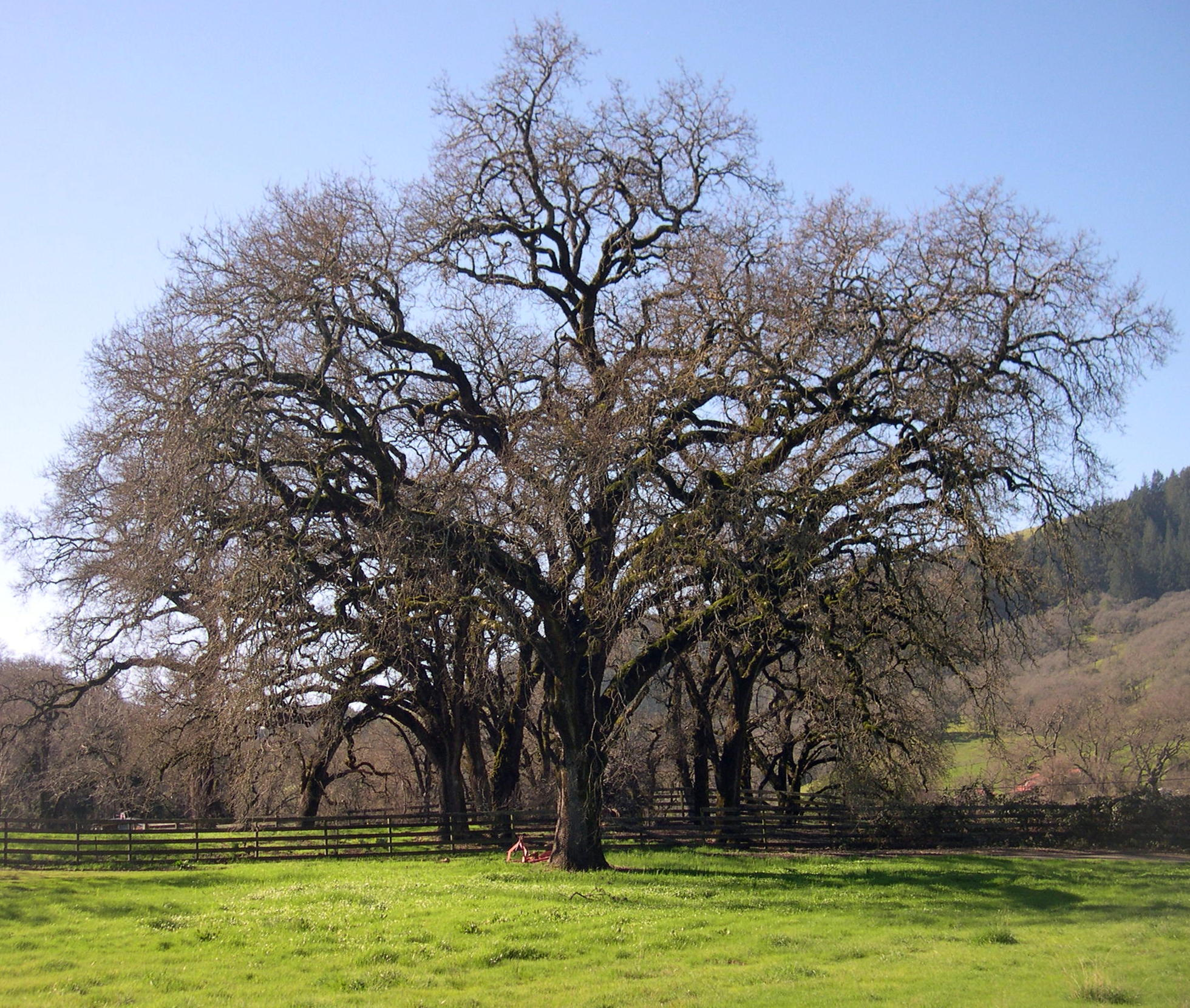
Vista del árbol

Normalmente, las hojas son de cinco a diez centímetros de longitud y son redondeadas, pero profundamente lobuladas. La anchura de la hoja es aproximadamente la mitad de su longitud. Cada hoja es de color verde mate con una apariencia de color verde pálido por debajo y, además, la hoja está cubierta de abundantes cilias suaves, dando una sensación aterciopelada. Cuando una hoja fresca se frota o se rompe, emana un aromático olor, que evoca al de un bosque. 

## Usos
La madera es un marrón apagado que se acerca al amarillo, y no se ha usado mucho para la producción de madera.

## Distribución y hábitat
Es un endemismo de California, creciendo en los cálidos valles y piedemontes interiores. Los ejemplares maduros pueden alcanzar una edad de hasta 600 años. Este roble caducifolio requiere un acceso a agua subterránea durante todo el año.

## Taxonomía
Quercus lobata fue descrita por  Luis Née y publicado en Anales de Ciencias Naturales 3(9): 277–278. 1801.
Etimología
Quercus: nombre genérico del latín que designaba igualmente al roble y a la encina.
lobata: epíteto latín que significa "lobulada".
Sinonimia
- Quercus hindsiana Benth. ex Dippel
- Quercus hindsii Benth.
- Quercus longiglanda Torr. & Frém.
- Quercus lyrata Spreng.[3][4]